# بحيرة نو
بحيرة نو هي بحيرة في جنوب السودان. تقع شمال المستنقع الواسع من بحر الجبل، عند التقاء نهري بحر الجبل وبحر الغزال ، ويمثل الانتقال بين بحر الجبل والنيل الأبيض. تقع بحيرة نو على بعد حوالي 1،156 كم في اتجاه مجرى نهر بحيرة ألبرت في أوغندا
يصب فيها بحر الجبل وبحر الغزال وتمتد إلى السوباط مع الخلو من الجنادل والشلالات صالحة للملاحة.

## موقع البحيرة
تقع بحيرة نو في الجزء الادنى لبحر الجبل ويصب فيها كل من بحر الغزال بحر الجبل.

### طبيعة البحيرة
تشبه في طبيعتها باقي المستنقعات القليلة العمق ولكنها أكثر اتساعاً.

## صفات بحيرة نو
- طوله 60 كم.
- تيار البحيرة بطئ.
- قليلة الانحدار.
- للبحيرة جوانب مرتفعة.